# Milli Vanilli
Milli Vanilli va ser un grup de pop i dance creat per Frank Farian a Alemanya el 1988, format per Fab Morvan i Rob Pilatus.
L'àlbum de debut del grup va assolir unes vendes considerables, cosa que els va fer aconseguir un Premi Grammy en la categoria de "Millor artista novell" el 1990. El grup va vendre més de 30 milions de singles, 14 milions d'àlbums, i va esdevenir un dels grups més populars de finals dels 80 i principis dels 90.
El grup, però, caigué en desgràcia quan se'ls va retirar el Grammy en saber-se que les veus no eren les de Morvan i Pilatus; ells solament posaven la imatge als discs i a les actuacions, però els cantants eren uns altres.